# Liste der Bodendenkmale in Mühlenfließ
Die Liste der Bodendenkmale in Mühlenfließ enthält alle Bodendenkmale der brandenburgischen Gemeinde Mühlenfließ und ihrer Ortsteile auf der Grundlage der Landesdenkmalliste vom 31. Dezember 2020.
Die Baudenkmale sind in der Liste der Baudenkmale in Mühlenfließ aufgeführt.
| Gemarkung             | Flur    | Kurzansprache                                                                                | Bodendenkmalnummer | Bemerkung | Bild |
| --------------------- | ------- | -------------------------------------------------------------------------------------------- | ------------------ | --------- | ---- |
| Grabow (Lage)         | 2       | Wüstung deutsches Mittelalter                                                                | 30133              |           |      |
| Grabow (Lage)         | 2       | Dorfkern Mittelalter, Dorfkern Neuzeit                                                       | 30158              |           |      |
| Haseloff (Lage)       | 1, 2, 4 | Siedlung Bronzezeit, Dorfkern Mittelalter, Dorfkern Neuzeit                                  | 30043              |           |      |
| Jeserig/Zauche (Lage) | 2       | Gräberfeld Bronzezeit                                                                        | 30138              |           |      |
| Jeserig/Zauche (Lage) | 1       | Dorfkern Mittelalter, Dorfkern Neuzeit                                                       | 30294              |           |      |
| Nichel (Lage)         | 3       | Siedlung Urgeschichte                                                                        | 30145              |           |      |
| Nichel (Lage)         | 3       | Siedlung Bronzezeit                                                                          | 30146              |           |      |
| Nichel (Lage)         | 2       | Gräberfeld Bronzezeit                                                                        | 30147              |           |      |
| Nichel (Lage)         | 2, 3, 6 | Dorfkern Neuzeit, Dorfkern Mittelalter                                                       | 30290              |           |      |
| Nichel (Lage)         | 2       | Wüstung deutsches Mittelalter                                                                | 30342              |           |      |
| Nichel (Lage)         | 3       | Gräberfeld Eisenzeit                                                                         | 30343              |           |      |
| Niederwerbig (Lage)   | 2       | Siedlung Bronzezeit                                                                          | 30150              |           |      |
| Niederwerbig (Lage)   | 1, 3    | Dorfkern Neuzeit, Dorfkern Mittelalter                                                       | 30293              |           |      |
| Niederwerbig (Lage)   | 1       | Gräberfeld Bronzezeit                                                                        | 30341              |           |      |
| Schlalach (Lage)      | 3       | Gräberfeld Urgeschichte                                                                      | 30160              |           |      |
| Schlalach (Lage)      | 2, 3, 7 | Dorfkern Mittelalter, Gräberfeld römische Kaiserzeit, Dorfkern Neuzeit, Gräberfeld Eisenzeit | 30161              |           |      |
| Schlalach (Lage)      | 1       | Siedlung Bronzezeit                                                                          | 30346              |           |      |
| Schlalach (Lage)      | 3       | Siedlung deutsches Mittelalter, Burgwall Bronzezeit                                          | 30347              |           |      |
| Schlalach (Lage)      | 1       | Gräberfeld Bronzezeit                                                                        | 30348              |           |      |